# Mädelsteine
Die Mädelsteine (polnisch Śląskie Kamienie, tschechisch Dívčí kameny) sind eine Felsformation im Riesengebirge und bilden zusammen mit den Mannsteinen den Doppelgipfel des Hraniční hřeben (deutsch Grenzkamm), ca. 6 km nördlich von Spindlermühle (tschech. Špindlerův Mlýn, poln. Szpindlerowy Młyn) und 8 km südöstlich von Szklarska Poręba (Schreiberhau) nahe der tschechisch-polnischen Grenze.
Die Mädelsteine entstanden wie die Mannsteine durch Erosion, was durch das umgebende Geröllfeld aus kleineren Felsbrocken verdeutlicht wird. Die Felsgruppe, die an Frauen in langen Röcken erinnert, ist ein bemerkenswertes Beispiel für Wollsackverwitterung, die für das Riesengebirge typisch ist. Vor Kulisse der bis zu acht Meter hohen Granitblöcke bietet sich ein eindrucksvolles Panorama der umgebenden Gebirgslandschaft.

## Umgebung
- 750 Meter westlich befindet sich die zwei Meter höher gelegene Felsgruppe der Mannsteine (1416 m).
- Am Osthang – weniger als 1 km nordnordöstlich – stand seit 1811 die Petrova bouda (Peterbaude). Dieser architektonisch wertvolle Gebäudekomplex, der zu den nationalen Kulturdenkmalen gehörte, wurde am 1. August 2011 durch einen verheerenden Brand zerstört.

## Flora, Fauna und Naturschutz
Die Mädelsteine liegen auf dem Gebiet von zwei Nationalparks. In Polen im Karkonoski Park Narodowy (KPN) und in Tschechien im Krkonošský národní park (KRNAP) am Kammweg (Weg der polnisch-tschechischen Freundschaft).
Die ausgesetzte Lage und das raue Klima wirken sich stark auf die Anzahl der hier lebenden Arten aus. Auf der Höhe können sich nur die Latschenkiefer und verschiedene Flechten halten, die aber dennoch pflanzenfressenden Wanzen, Spinnen, Holz bewohnenden Käfern eine Heimat bieten.
Diese Insekten wiederum sind Nahrung für verschiedene Vogelarten wie z. B. Bergpieper, Hausrotschwanz und Mauersegler. An den Hängen unterhalb wächst Gebirgsnadelwald, hauptsächlich mit Fichten und einer größeren Artenvielfalt.